# Chase Field
Il Chase Field (precedentemente Bank One Ballpark) è uno stadio di baseball situato a Phoenix in Arizona. Ospita le partite casalinghe degli Arizona Diamondbacks di Major League Baseball (MLB).

## Storia
Lo stadio fu aperto nel 1998 come Bank One Ballpark in tempo per la prima stagione dei Diamondbacks; è stato il primo stadio negli Stati Uniti ad avere il tetto retrattile.
Nel 2005 la denominazione fu cambiata nell'attuale Chase Field in seguito alla fusione di Bank One con JPMorgan Chase.
L'MLB All-Star Game del 2011 si è tenuto qui.
Il 27 gennaio 2019 ha ospitato la WWE Royal Rumble.